# Йохана София Баварска
Йохана София Баварска (на немски: Johanna Sophie von Bayern; * 1373 или 1377; † 28 юли 1410, Виена) е чрез женитба херцогиня на Австрия.

## Живот
Тя е най-малката дъщеря на херцог Албрехт I от Щраубинг-Холандия и Маргарета от Лигнитц-Бриг.
През 1381 г. тя е сгодена за четиригодишния Албрехт IV (1377 – 1404), херцог на Австрия от фамилията Хабсбурги. На 24 април 1390 г. тя се омъжва във Виена за него.
Албрехт IV става след смъртта на баща му Албрехт III през 1395 г. херцог на Австрия, но умира през 1404 г. Йохана умира след шест години през 1410 г.

## Деца
Йохана и Албрехт IV имат две деца:
- Албрехт II (1397 – 1439), римско-немски крал (1438 – 1439)
- Маргарета Австрийска (1395 – 1447), омъжена на 25 ноември 1412 г. за херцог Хайнрих Богатия от Бавария-Ландсхут.